# 吉永裕
吉永 裕（よしなが ゆたか、1948年 -）は、日本の画家、美術家。小浜逸郎、篠原有司男、関根伸夫、平賀敬、種村季弘、豊田豊、眞板雅文、 最上壽之らとの交友関係がある。

## 来歴
長崎県佐世保市生まれ。長崎県立諫早高等学校を卒業。最初の展覧会は、1972年に新人発掘として行われた銀座4丁目銀彩堂画廊での企画展である。
1983年、現代美術今立和紙展優秀賞。
1985年、第5回ハラ・アニュアル原美術館に出品。同年、現代美術今立和紙展85大賞。
1992年、横浜県民ギャラリー《現代作家シリーズ》、ギャラリー上田/銀座店 (東京) 。
1996年に神奈川県真鶴町に移り住み、2000年に海を追求したブルーの連作を発表している。

## 主な展覧会
1985年 第5回ハラ・アニュアル原美術館に出品。
1987年 シケイロス文化ポリフォルム美術館/メキシコシティ
1992年 横浜県民ギャラリー《現代作家シリーズ》、ギャラリー上田/銀座店 (東京) 
1998年 プリメターギャラリー/シカゴ
2015年 高輪会/品川 (東京)
等、その活動は個展だけでも150回を超える。

## 記事等
- 『時の余白に』 著者：芥川喜好、みすず書房、2012年5月10日発行ISBN 978-4-622-07682-7

## 丁装
- 『夜駆ける記者-経済記事はこうしてできる-』 著者：福沢亜夫、時の経済社、1985年11月25日第１刷ISBN 4-924620-12-2
- 『スキな人キライな奴』 著者：小島直紀、新潮社版、1991年4月20日発行ISBN 4-10-308116-3
- 『新憲法の誕生』 （平成元年度吉野作造賞受賞作）著者：古関彰一、中央公論社、1995年4月18日発行ISBN 4-10-308116-3
- 『さみしい夜に読むことば』選者：荻野文子、青草書房、2007年5月7日第１刷ISBN 978-4-903735-05-4
- 『別れのときに読むことば』選者：杉田かおる、青草書房、2007年5月7日第１刷ISBN 978-4-903735-04-7